# Die Chefredaktion
Die Chefredaktion (auch: die_chefredaktion, die chefredaktion) ist ein österreichisches Online-Medium auf Instagram, das sich insbesondere an Jugendliche und junge Erwachsene richtet. Das Medium, bestehend aus einem jungen Redaktionsteam, produziert und veröffentlicht Videoreportagen und andere journalistische Beiträge zu politischen sowie anderen gesellschaftsrelevanten Themen. Zudem produziert die Chefredaktion auf TikTok unterhaltsame und informative Videos für ein junges Publikum. Gegründet wurde das Medium im Jänner 2021 von Melisa Erkurt mit dem Ziel, diversen Journalismus von und für eine junge Zielgruppe zu produzieren. Mit Stand Februar 2024 verfolgen rund 42.000 Follower die Inhalte der Chefredaktion.

## Organisation
Die Chefredaktion setzt auf Transparenz: Seit Beginn wurde die Instagram-Community in den Aufbau und die Entstehung der Redaktion involviert. Zusätzlich zu den journalistischen Beiträgen, die im Wochentakt gepostet werden, bekommt das Publikum  Einblick in die Themenfindung, Recherche, Auswahl der Gesprächspartner, in Redaktionssitzungen und das „Making-Of“ der Geschichten selbst.
Ziel ist es, Jugendliche am Journalismus und der Entstehung von journalistischen Beiträgen teilhaben zu lassen, deren Medienkompetenz zu stärken und damit Vorbehalte gegen den Journalismus sowie dessen Unabhängigkeit aufzuarbeiten. Neben Gründerin und Chefredakteurin Melisa Erkurt arbeiten inzwischen Anna Jandrisevits als Chefin vom Dienst sowie rund zehn freie Redakteure bei der Chefredaktion. Das Team besteht vorwiegend aus Schülern und Studierenden ohne (abgeschlossener) Journalismus-Ausbildung.

## Themen
Bei der Chefredaktion werden hauptsächlich politische und gesellschaftsrelevante Themen recherchiert, aufbereitet oder behandelt. Der Fokus liegt dabei auf der Perspektive und dem Zugang, den die Chefredaktion wählt. Wichtig ist, dass dieser, wie die Themen selbst, einer jungen und diversen Zielgruppe entspricht. Ein weiterer Schwerpunkt ist die Aufbereitung und Interpretation von Inhalten, die in den sozialen Medien besonders präsent sind. Daher werden auch die Follower durch Fragerunden auf Instagram in die Themenfindung miteinbezogen.

## Ausbildung
Ein weiterer Schwerpunkt von Erkurt und der Chefredaktion ist das Scouting und die Rekrutierung von jungen, journalistischen Nachwuchstalenten. Die Redakteure der Chefredaktion haben überwiegend keine (abgeschlossene) journalistische Ausbildung. Da die Chefredaktion multimedial arbeitet, üben sich die Redakteure in den Bereichen Kamera, Schnitt, Social Media und Schreiben. Zusätzlich nutzt die Chefredaktion verschiedene journalistische Darstellungsformen, wodurch die Mitwirkenden ihre journalistischen Fähigkeiten sowie ihre Medienkompetenz stärken. Daher dient die Mitwirkung bei der Chefredaktion vielen jungen Journalisten als Sprungbrett. Einer der ersten Redakteure der Chefredaktion, Idan Hanin, betreut den TikTok-Kanal der Zeit im Bild.

## Finanzierung
Finanziert wurde die Chefredaktion anfangs durch eine Förderung der MEGA Bildungsstiftung und durch die Wiener Medieninitiative der Wirtschaftsagentur. Mittel sucht die Chefredaktion inzwischen auch über Steady, eine Bezahlplattform, bei der Mitgliedschaften zur Unterstützung abgeschlossen werden können. Wirtschaftlich gehörte die Chefredaktion bis Ende 2023 zum österreichischen biber-Verlag. In der Folge wurde die Chefredaktion als Unternehmen unabhängig und verlor nach eigenen Angaben dadurch die Presseförderung. Im Februar 2024 veröffentlichte die Chefredaktion auf Instagram, dass sie deshalb 2.000 Abos auf Steady benötigen.

## Links
- Die Chefredaktion auf Instagram
- Die Chefredaktion auf TikTok
- Die Chefredaktion auf Steady